# José María Guido
José María Guido (Buenos Aires, 29 de agosto de 1910-Buenos Aires, 13 de junio de 1975) fue un abogado y político argentino, presidente de la Nación Argentina desde el 29 de marzo de 1962 hasta el 12 de octubre de 1963, tras haber asumido el Poder Ejecutivo con homologación de la Corte Suprema gracias a la Ley de acefalía presidencial como resultado del golpe de Estado de 1962 que derrocó y detuvo al entonces presidente Arturo Frondizi. 
Durante su breve Gobierno, se produjeron los enfrentamientos armados entre los dos sectores en que se dividieron a las Fuerzas Armadas argentinas luego de derrocar al Gobierno constitucional de Juan Domingo Perón, conocidos como Azules y Colorados. Sin estar facultado y bajo presión militar, declaró «en receso» al Congreso de la Nación, para ejercer también el poder legislativo nacional y, también sin estar facultado, disponer la intervención federal de las provincias que aún no estaban intervenidas para asumir los poderes ejecutivos y legislativos de las mismas. Convocó a elecciones presidenciales en 1963 en las que no le permitió participar a los partidos Peronista, Comunista y Unión Popular, ni a los expresidentes Juan Domingo Perón y Arturo Frondizi, ni a Vicente Solano Lima y a Raúl Matera.
Para haber sido presidente de la Nación, Guido es una de las figuras menos estudiadas por la historiografía argentina, en gran medida debido a lo corto y convulsionado de su período de gobierno, como al hecho de que su accionar controvertido condujo a que prácticamente ningún sector político reivindicara su figura con posterioridad. Los historiadores coinciden en que el gobierno de Guido no fue un gobierno constitucional, pero discrepan en cuanto a la caracterización estricta del mismo.

## Biografía

### Primeros años
José María Guido nació en el barrio de San Telmo de la ciudad de Buenos Aires el 29 de agosto de 1910. Su madre, Carmen Cibeira, era española y su padre, José María Emilio Guido, argentino nativo. Realizó sus estudios primarios en la escuela pública y en el colegio San Francisco de Sales. Debido a que su familia no tenía recursos para costear sus estudios secundarios, cursó los mismos en forma libre en la provincia de Santiago del Estero, recibiéndose de bachiller a los 19 años. En Santiago del Estero conoció a Purificación Areal, con quien luego se casaría en 1946.
Durante la década de 1930, realizó sus estudios universitarios en la Universidad Nacional de La Plata, mientras trabajaba. Allí actuó en la vida política universitaria adhiriendo al movimiento de la Reforma Universitaria y consolidó sus simpatías políticas hacia la línea yrigoyenista del radicalismo, justo en momentos en que el presidente Hipólito Yrigoyen era derrocado por un golpe de Estado cívico-militar, que inauguró la larga sucesión golpes de Estado que impidieron que se consolidara la democracia en Argentina durante casi todo el siglo XX. En esos años Guido se acercó al grupo radical FORJA, que denunciaba la ilegitimidad de la llamada Década Infame y cuestionaba la dirección complaciente de la UCR por parte de Marcelo T. de Alvear.
Se recibió de abogado a los 30 años, en 1940. Ejerció la profesión en Buenos Aires durante seis años. En 1946 se casó con Purificación Areal, al mismo tiempo que su amigo y correligionario político de los tiempos universitarios, Herberto Castello, lo invitó a sumarse al estudio jurídico que dirigía su hermano Edgardo, en Viedma, en Río Negro. Río Negro, era por entonces un territorio nacional patagónico, consecuencia de la llamada Conquista del Desierto, mediante la cual la Argentina reclamó militarmente las tierras al sur del Río Salado que ocupaban, entre otros, los llamados genéricamente como indios "Pampa"; una fusión de las naciones mapuche, tehuelche y ranquel. Debido a ello, esos territorios permanecieron durante casi un siglo en un estatus distinto, sin ser provincias plenas, por lo que sus habitantes, aún considerados argentinos, no votarían hasta la finalización de su provincialización en 1955.

### Radicación en Viedma
Ese mismo año de 1946, la familia Guido-Areal se radicó en Viedma y se asoció al estudio jurídico de Edgardo y su amigo Herberto Castello. Viedma era por entonces un pequeño pueblo, sin calles asfaltadas. Poco después, en 1949, nació su hija, Amalia Carmen, mientras que en 1951 nació su hijo, Rodolfo Luis. En esos años Guido sufrió una enfermedad debido a la cual perdió la vista durante un año.
Los Castello eran los caudillos del radicalismo yrigoyenista de Viedma y de la mano de ellos Guido ingresó a la vida política activa, justo en el momento en que Juan Domingo Perón resultaba elegido presidente. Dentro de la UCR, Guido y los Castello integraron el recién formado Movimiento de Intransigencia y Renovación (MIR), liderado por jóvenes dirigentes radicales como Arturo Frondizi, Moisés Lebensohn, Ricardo Balbín y Gabriel del Mazo, entre otros. El MIR criticaba duramente a la conducción «unionista» de la UCR, continuadora de la línea conservadora de Marcelo T. de Alvear, adoptando una postura de centro izquierda nacionalista, que proponía apoyar los avances en materia de derechos sociales y económicos del peronismo, pero cuestionando sus métodos autoritarios. Guido adoptó una actitud política propositiva y aclaraba expresamente que él no era antiperonista:

No hay que ser antiperonista, hay que ser radical
José María Guido

Una de las características del Gobierno de Juan D. Perón fue el proceso de provincialización de los territorios nacionales, que abrió camino a la creación de nueve nuevas provincias y lo que resultaba más importante, abrió camino a la obtención de la ciudadanía política plena de sus habitantes, que no podían votar sus propias autoridades, ni autoridades nacionales. Una de esas nuevas provincias fue la provincia de Río Negro, creada en los días finales del gobierno peronista, por la Ley N.º 14 408 del 15 de junio de 1955. Guido ascendería políticamente al plano nacional de la mano del proceso de provincialización de Río Negro y capitalización provincial de Viedma, del que fue uno de sus ejecutores destacados.
Antes del golpe de Estado que derrocó a Perón en 1955, Guido fue elegido primero como delegado por Viedma ante el comité provincial de la UCR, y luego apoderado y secretario de la misma. En 1954, accedió a la secretaría del comité nacional, cuya presidencia estaba a cargo de Arturo Frondizi.

### Carrera política
El 16 de septiembre de 1955, un golpe de Estado derrocó al Gobierno constitucional de Juan Domingo Perón e instaló una dictadura autodenominada Revolución Libertadora que evolucionó hacia una fuerte ideología antiperonista.

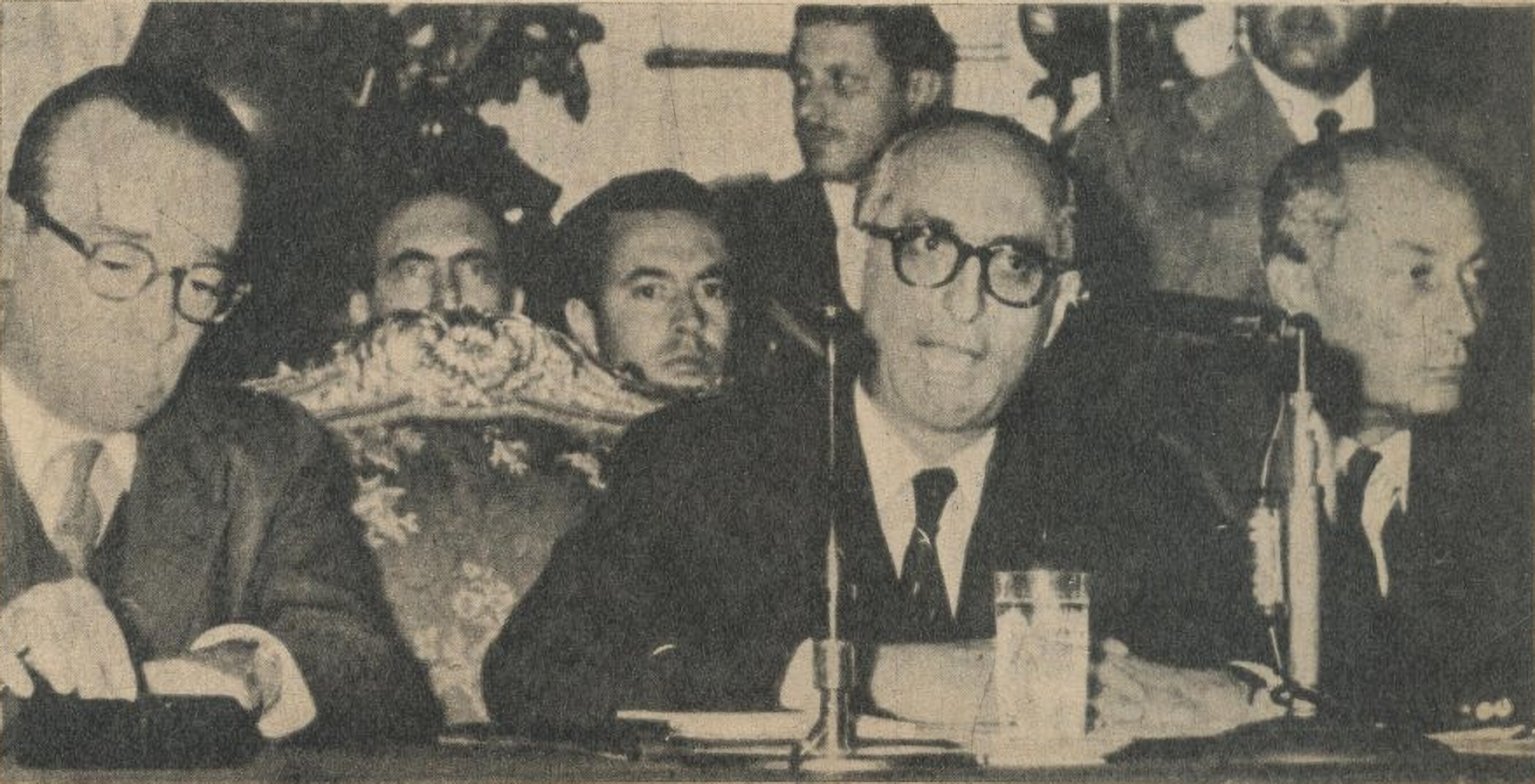
Guido con el presidente Arturo Frondizi.

En ese momento, Guido ya era parte del cuerpo de autoridades nacionales de la Unión Cívica Radical, partido que, ilegalizado el Partido Peronista, se constituía en el más importante del país. Guido se había acercado estrechamente a Arturo Frondizi, presidente de la UCR, por quien sentía admiración, e integraba el llamado grupo de «los coroneles» frondizistas.
En 1956, la UCR se dividió en dos. Frondizi condujo la Unión Cívica Radical Intransigente (UCRI), muy crítica de la dictadura gobernante, y Ricardo Balbín condujo la Unión Cívica Radical del Pueblo (UCRP). Guido siguió a Frondizi y se sumó a la UCRI.
En 1957, Río Negro, en pleno proceso de provincialización, convocó a su histórico congreso provincial constituyente. Guido fue elegido convencional constituyente de dicho cuerpo y desempeñó un papel decisivo en la sanción del artículo de la Constitución rionegrina que estableció a Viedma como capital provisoria de la provincia por cinco años hasta que una comisión designada a ese efecto resolviera la situación. Viedma, luchaba por entonces con General Roca por convertirse en la capital de la nueva provincia. El problema recién se definiría en 1974, un año antes de la muerte de Guido, cuando la legislatura rionegrina consagró la definitiva capitalidad de Viedma por unanimidad del cuerpo parlamentario.
Ese mismo año, se realizaron elecciones de convencionales constituyentes nacionales. El resultado fue sorpresivo, debido a que la mayor cantidad de votos fueron en blanco, revelando que el peronismo conservaba una alta adhesión de la ciudadanía, pese a la dura represión y la política de «desperonización» llevada a cabo por la dictadura de Aramburu y Rojas.
El 23 de febrero de 1958, por primera vez, la población de Río Negro pudo elegir sus propias autoridades. En ellas, Guido resultó elegido legislador provincial. Ese mismo año, se realizaron las elecciones presidenciales y legislativas que pusieron fin a la dictadura de Aramburu y Rojas, y que consagraron a Arturo Frondizi como presidente de la Nación. La UCRI ganó la elección de 1958 debido a un acuerdo —se discute si expreso o tácito— entre Perón y Frondizi, que sumó los votos peronistas y radicales intransigentes. En esas elecciones, la UCRI ganó las elecciones de Río Negro y Guido resultó elegido como uno de los dos senadores nacionales que representaban a la provincia en el Congreso Nacional. La creciente importancia de Guido y su cercanía con Frondizi hicieron que fuera elegido presidente provisional del Senado, cargo de altísimo volumen político, porque lo ubicaba segundo en la línea sucesoria presidencial, detrás del vicepresidente Alejandro Gómez.
Las presiones militares sobre el Gobierno obligaron a Gómez a renunciar el 18 de noviembre de 1958, razón por la cual Guido se convirtió en el suplente institucional del presidente Frondizi. Por esa razón, ocupó la Presidencia de la Nación cuando Frondizi viajó al extranjero en enero de 1959 y diciembre de 1961.
El golpe de Estado que derrocó a Frondizi en marzo de 1962 puso a Guido, en su condición de presidente provisional del Senado, ante una circunstancia única en la historia de la Argentina.

## Golpe de Estado militar del 29 de marzo de 1962
El golpe de Estado militar del 29 de marzo de 1962 tuvo elementos que determinaron que no fuera un militar, sino un civil, José María Guido, quien accediera al gobierno luego de derrocar al presidente Arturo Frondizi (radical intransigente).

### Elecciones del 18 de marzo de 1962

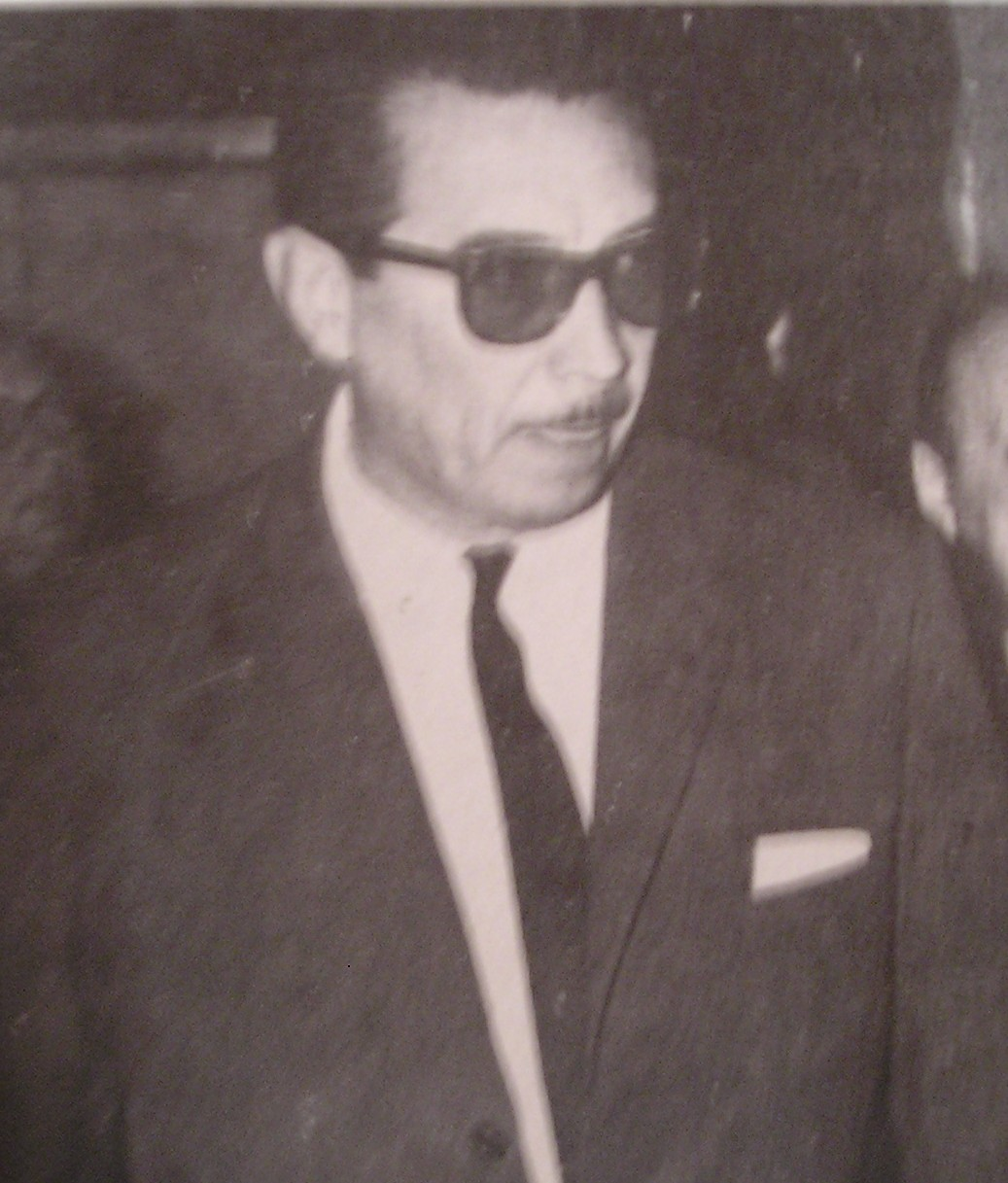
El sindicalista peronista Andrés Framini, en una imagen de 1955, ganó la elección para gobernador de la provincia de Buenos Aires en 1962, provocando la reacción de los militares que procedieron a derrocar al presidente Frondizi.

El 18 de marzo de 1962 se realizaron elecciones para elegir diputados nacionales, coincidiendo con la elección de gobernadores de algunas provincias, entre ellas la de Buenos Aires, la más importante del país, para el cual el candidato peronista era el dirigente sindical textil Andrés Framini. Frondizi confiaba en derrotar a los peronistas que presentaron candidatos a través de diversos partidos neoperonistas, pero dentro del gobierno se sabía que en caso de que ganara Framini las Fuerzas Armadas no le permitirían asumir el cargo.
En los comicios las listas auspiciadas por el peronismo obtuvieron el 35,71 % de los votos y triunfaron en nueve de las catorce provincias existentes en ese momento, incluida la crucial elección en la provincia de Buenos Aires.
Disconformes con el resultado electoral, los mandos militares convocaron el 18 a la noche al ministro Alfredo Vítolo en la sede del Comando de la Fuerza Aérea, para exigirle la anulación de las elecciones, la intervención de todas las provincias, la derogación de la ley sindical y la disolución del Congreso. Frondizi instruyó a su ministro para que acepte la intervención a las provincias en las que había ganado el peronismo y el nombramiento de un gabinete de unidad nacional. El mismo día 18 Frondizi firmó un decreto por el que intervenía los tres poderes de las provincias de Buenos Aires, Chaco, Río Negro, Santiago del Estero y Tucumán.
No conformes con las concesiones del presidente, el lunes 19 los jefes militares dispusieron el acuartelamiento de las tropas. El comandante de la segunda división de infantería general Guillermo Salas Martínez derrocó al gobernador de la provincia de Buenos Aires Oscar Alende y asumió el gobierno de la misma. La Marina le exigió a Frondizi la renuncia a través del contralmirante Teodoro Hartung, con el fin de preservar las apariencias constitucionales, pero Frondizi respondió con la primera de sus célebres negativas a renunciar, que irá reiterando en los días siguientes. El gobierno de los Estados Unidos hizo saber que no apoyaba un golpe de Estado y que no reconocería a las autoridades que pudieran surgir si se producía.
Debido a la información sobre un presunto plan militar para asesinar a Frondizi, la Guardia de Infantería de Marina de la residencia de Olivos se manifestó dispuesta a defenderlo y le pidió que se traslade a la residencia presidencial de Olivos.
El día 20 de marzo Frondizi recibió al embajador de Estados Unidos Robert McClintock, quien le transmitió el apoyo del presidente Kennedy. El embajador también le transmitió a los mandos militares la opinión contraria al golpe del presidente estadounidense, pero pese a ello la CIA y los agregados militares de la embajada actuaron durante toda la crisis instigando el golpe. Ese mismo día, José María Guido, en su condición de presidente provisional del Senado José María Guido, primero en la línea sucesoria, declaró públicamente que "no hay legalidad sin Frondizi".
Esa noche los mandos militares realizaron una reunión amplia para fijar su posición frente a Frondizi y el gobierno. La Marina reiteró su postura favorable a exigir la renuncia del Presidente, pero los funcionarios pertenecientes al Ejército y a la Aeronáutica resolvieron requerir a Frondizi que nombrara un nuevo gabinete de coalición designado por los mismos y que fueran esos ministros quienes decidieran las medidas de gobierno. La Marina preveía que esa solución no resultaría pero adhirió para mantener la unidad militar.
Al recibir el planteo, el presidente aceptó la renuncia de sus ministros civiles y el miércoles 21 inició las gestiones para formar el nuevo gabinete. La Marina opera para que la iniciativa fracase y obligue a la renuncia presidencial. El viernes 23 Frigerio abandonó el país, concediendo así otra de las exigencias del planteo militar. Ese mismo día Guido fue a saludar a Frondizi pues iba unos días a Viedma, el presidente le dijo que no viajara y que era indispensable que permaneciera en Buenos Aires pues era posible que las Fuerzas Armadas lo consultaran para saber si estaba dispuesto a asumir la Presidencia en su reemplazo.

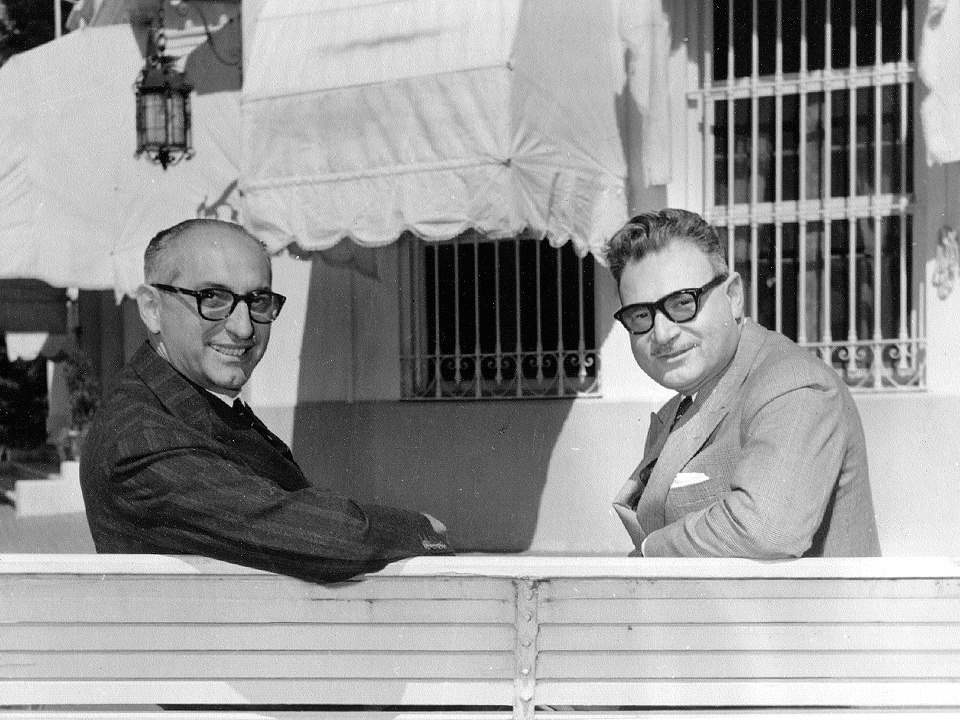
Frondizi con Rogelio Frigerio.

Los días 24, 25 y 26 de mayo se reiteran los pedidos de renuncia al presidente, provenientes de la Marina, la Udelpa de Aramburu y la Unión Cívica Radical del Pueblo (balbinista), que Frondizi rechazó.
Una vez más Frondizi defiende su decisión de no encubrir el golpe con su renuncia. Ese mismo día Guido vuelve a realizar declaraciones públicas y afirma que "De ninguna manera aceptaré ocupar el sillón presidencial". Pero Frondizi, consciente de su debilidad y anticipando la maniobra frondizista que evitará que fueran los golpistas quienes decidieran el nombre del próximo presidente, lo llama por teléfono y le dice:

Guido, en esta situación, el único que no debe hablar es usted. Por favor, hasta que la crisis termine, manténgase en silencio.
Arturo Frondizi

### El 28 de marzo: la sublevación
El 28 de marzo a la madrugada el Tercer Regimiento Motorizado con sede en La Tablada, aledaña a la Capital Federal, se acantonó declarándose en rebeldía en pro de la salida de Frondizi. Por su parte, el Regimiento de La Tablada se movilizó hacia la Capital Federal ocupando accesos a la misma y amenazando con avanzar hacia la Casa Rosada. En la mañana del día 28 los tres comandantes militares, que ya habían puesto en vigencia el Plan Conintes, se comprometieron entre sí por un acta secreta a que, si se llegaba a una salida extrema, el nuevo presidente sería civil, lo cual implicaba no aspirar a la Presidencia para ninguno de ellos. Al mediodía resolvieron volver a exigir la renuncia del Presidente y destituirlo si se negaba, pero deberían esperar hasta la tarde para comunicarle esa decisión, ya que Frondizi les concedió audiencia recién a las 17 horas.

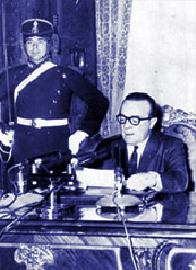
José María Guido, reemplazante de Arturo Frondizi en la Presidencia.

El compromiso secreto entre los comandantes de poner un presidente civil, acotaba la ambición del comandante del Ejército general Poggi -quien pensaba que el cargo le pertenecía "por derecho propio" y mantuvo esa intención hasta último momento- y los sectores de las Fuerzas Armadas que buscan establecer una dictadura sin limitaciones institucionales gobernada por una junta militar.
A las 17 horas el presidente recibió finalmente a los líderes golpistas y les respondió que si querían removerlo el procedimiento correcto era mediante el juicio político en el Congreso. Consciente de que su suerte estaba echada, Frondizi comenzó a elaborar un nuevo plan con el fin de evitar que fueran los militares golpistas quienes decidieran el nombre de su sucesor. Se comunicó entonces mediante un enviado personal con el presidente de la Corte Suprema Julio Oyhanarte:

A partir del momento en que el enviado de Frondizi me entrega su mensaje personal, donde me informa sobre su destitución en la próxima madrugada (29 de marzo de 1962), tuve sólo un día para resolver la situación. El momento era de gran confusión, nerviosismo y desorden, las FF.AA. estaban en operaciones, había movimientos de tropas y los militares se aprestaban a tomar el poder ante el derrocamiento a la vista de Frondizi. Frondizi me pide en ese mensaje que haga lo posible para aplicar la ley de acefalía.
Julio Oyhanarte

Mientras tanto en las fuerzas golpistas reinaba la confusión y la falta de planes.
Las versiones de lo que sucedió entonces varían según el historiador. Kvaternik cuenta entonces que los militares se reunieron primero con Guido quien a su vez les dijo que debían hablar con el presidente en Olivos. Poco después de la medianoche Clement y Rojas Silveyra volvieron a la residencia de Olivos. Según Kvaternik, Frondizi les presenta tres opciones: 1) aplicar el Plan Martínez; 2) que los golpistas lo depongan y lo confinen en un lugar adecuado, y a partir de ese momento él se ofrecía a colaborar como un ciudadano, para organizar una salida institucional con Guido y la Corte Suprema; 3) que impongan una junta militar, lo que llevaría al caos. Félix Luna presenta otra versión levemente diferente y sostiene que Frondizi les indicó cómo proceder: debían detenerlo a las 8 de la mañana y confinarlo en una base militar, preferentemente en la isla Martín García.
Los comandantes partieron para entonces para reunirse nuevamente con Guido que estaba en su despacho en el Congreso. Según Luna el Secretario de Estado de Marina almirante Clement le manifestó a Guido que traía las indicaciones de Frondizi anotadas en un papel que leyó en voz alta: “Primero: Debe procederse a la detención del Dr. Frondizi. Segundo: la detención debe hacerse efectiva en un acantonamiento militar.” Y agregó Clement que el presidente había dicho que él preferiría la isla Martín García. El tercer punto indicaba que la detención debía hacerse a las 8 de la mañana cuando se produce el relevo de la guardia presidencial, a cuyo efecto el jefe de la compañía debía demorar dicho relevo para no verse obligado a defender al Presidente.
Potash también menciona una reunión con Guido de los tres comandantes golpistas (Poggi, Clement y Rojas Silveyra) para ofrecerle la Presidencia, pero Guido se negó a dar ninguna respuesta sosteniendo que hasta ese momento Frondizi seguía siendo Presidente. Luego de esa reunión "Guido desapareció deliberadamente (y) no reapareció hasta el mediodía del día 29".

### Derrocamiento
Cerca de las 4:00 de la mañana -a las 3:50 según Kvaternik y a las 4:30 según Odena-, el comandante en jefe del Ejército general Raúl Poggi envió un radiograma a todas las unidades militares comunicando:

El señor Presidente de la República ha sido depuesto por las Fuerzas Armadas. Esta decisión es inamovible.

Kvaternik menciona también que a las 4:20 el contralmirante Gastón Clément llamó a Frondizi para comunicarle que las fuerzas golpistas habían adoptado la decisión de establecer un gobierno militar.
A las 7:45 del 29 de marzo de 1962 Frondizi fue detenido y remitido en un avión de la Marina que lo llevó a la isla Martín García.

Hizo bien Guido. Guido debe renunciar al Partido. Los hombres del Partido deben colaborar con Guido previa renuncia al Partido. Diferenciar el gobierno del Partido. Con un grupo de hombres salvar lo que nos queda del Gobierno. Los legisladores no deben irse y deben acondiconar el quorum a las necesidades. Negociar los pasos de estabilidad institucional por ahora. Hay que superar etapas para evitar la guerra civil.
SUGESTIONES: Economía:Alzogaray. Defensa e Interior: Martínez. Interior: Vaca Narvaja – Blejer. Obras y Serv. Públicos: Patris. Los actuales Ministros son aceptados por las FFAA. Guido que forme el Gabinete y que ponga en acción cuanto antes el Gobierno. Conviene que Del Carril continúe en Estados Unidos.
Sugestiones enviadas por Frondizi desde Martín García el 30 de marzo a la tarde, dirigidas a sus correligionarios.

Potash y Kvaternik coinciden en que antes de ser trasladado, Frondizi le pidió al ministro de Defensa Rodolfo Martínez, el último ministro de su gabinete con quien tuvo contacto personal, que tratara "por cualquier medio, de hacer que Guido asumiera el gobierno", pero Kvaternik agrega que en ese diálogo Frondizi le pidió a Martínez que haga todos los esfuerzos posibles para quedar en el gabinete, algo que finalmente sucedió.
Las dificultades para concretar el plan de Frondizi eran muchas. Guido no tenía contacto directo con Frondizi y su lealtad al Presidente le impedía tomar ninguna decisión que aquel no hubiera ordenado. Martínez por su parte no pertenecía a la UCRI, había asumido como ministro dos días atrás por recomendación de Aramburu y ni siquiera conocía personalmente a Guido. Había que convencer al propio Guido, a los miembros de la Corte Suprema, a los comandantes golpistas y a los dirigentes de la UCRI. Potash dice que cuatro hombres desempeñaron los roles más importantes en esta operación: el ministro de Defensa Rodolfo Martínez, el presidente de la Corte Suprema Julio Oyhanarte, el comandante en jefe de la Fuerza Aérea y uno de los jefes golpistas brigadier general Cayo Alsina y el propio Arturo Frondizi.
El ministro Martínez, luego de recibir el pedido de Frondizi antes de ser llevado a Martín García, había reunido a los demás ministros en la mañana del 29, en el Ministerio de Agricultura, para comunicarles el plan de Frondizi de transmitir el mando a Guido y organizar su concreción, antes de que los golpistas pudieran imponer otro gobierno. Allí se acordó tratar de convencer a los jefes golpistas de aceptar esa salida, logrando el apoyo del brigadier Cayo Alsina.
A las dos de la tarde Cayo Alsina recibió un llamado del comandante de la Marina almirante Agustín R. Penas, comunicándole que él y el general Poggi habían decidido instalar una junta militar provisoria y que necesitaban el acuerdo de la Aeronáutica para emitir el comunicado. Alsina, que en ese momento estaba con el ministro Martínez, con la excusa falsa de tener que consultar con sus subordinados, les pidió que le dieran tres horas de plazo. Esa demora permitiría finalmente que, antes, Guido pudiera jurar como Presidente.

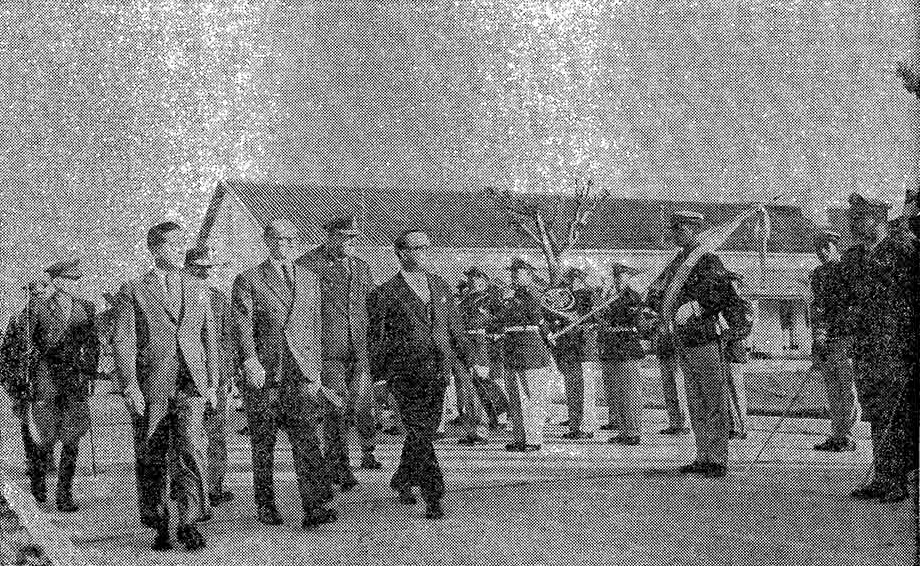
José María Guido en Campo de Mayo pasando revista a las tropas. Octubre de 1962.

Un poco antes, al mediodía, Guido se hizo presente en el Congreso, donde en medio de la agitación reinante se reunió con el ministro de Defensa Rodolfo Martínez, la cúpula de la UCRI (el presidente de la Cámara de Diputados Federico Monjardín, el presidente del bloque de diputados Héctor Gómez Machado y el presidente del bloque de senadores y del Comité Nacional Adolfo García). Según el relato del propio Martínez, en esa ocasión le transmitió a Guido las instrucciones que le había dado Frondizi. Guido por el contrario contó que solo mucho después se enteró de las instrucciones de Frondizi. Martínez también le informó que Cayo Alsina no estaba de acuerdo con la destitución y que los comandantes de las otras armas le habían dado plazo hasta las 5 de la tarde para que fijara su posición; agregó que había gestiones para que el presidente de la Corte Suprema de Justicia asumiera la Presidencia.
Simultáneamente, el juez de la Corte Suprema Julio Oyhanarte venía operando desde el día anterior cuando recibió el mensaje de Frondizi, para convencer a los demás jueces sobre la legalidad de la aplicación del mecanismo de acefalía en ese caso. Convencer a los miembros de la Corte fue la tarea más difícil, ya si bien cuatro de los cinco habían sido nominados por Frondizi, la mayoría mantenía buenas relaciones con los militares. Jurídicamente el problema era que no había antecedentes y que en los casos anteriores el presidente había renunciado o estaba incapacitado. Oyhanarte, con la colaboración de su colega en la Corte Ricardo Colombres, realizaron la interpretación jurídica que convenció a los demás miembros. La opción, según ellos, no era "Frondizi o Guido", sino "Guido o dictadura militar". El juez Pedro Aberastury adhirió sin reservas a la propuesta de Oyhanarte, mientras que Benjamín Villegas Basavilbaso, que tenía reparos, terminó adhiriendo cuando se enteró de que los golpistas se aprestaban a imponer el gobierno de un triunvirato militar. En cambio el juez Luis María Boffi Boggero votó en contra.
Guido tenía dudas porque no estaba seguro de que Frondizi estuviera de acuerdo con el plan y lo último que deseaba era traicionarlo, pero finalmente pidió consejo a los líderes partidarios, que fueron unánimes en apoyar el plan. Le dijeron también que la operación era muy costosa, porque no solo lo llamarían "traidor", sino que además no podrían apoyarlo públicamente.
Mientras Guido, los líderes de la UCRI y Martínez estaban reunidos en el Senado, este último recibió un llamado desde la Corte, informándole que sus miembros habían decidido rechazar la gestión que promovía la asunción del Poder Ejecutivo por parte del presidente del tribunal, si no había previamente una renuncia por escrito del presidente Frondizi.
Finalmente Guido aceptó y, en medio de su llanto y del de los demás presentes, renunció al partido y dio la orden de preparar la nota a la Corte solicitando que se le recibiera juramento para asumir la Presidencia “por la vacancia del Poder Ejecutivo producida por la destitución de hecho del anterior Presidente”, que los miembros de la Corte ya estaban esperando con el apoyo de la mayoría. El texto había sido redactado por el abogado Alberto Gordillo Gómez, quien la llevó personalmente a la Corte:

... en cumplimiento de lo dispuesto por el art. 75 de la Constitución Nacional y el art. 1 de la Ley de Acefalía asumo el Poder Ejecutivo nacional. A tales efectos, en ausencia del Congreso Nacional, que se encuentra en receso, hago saber igualmente a V.E. que, de conformidad con el art. 3° de la misma ley 252, prestaré juramento ante esa Excma. Corte Suprema tan pronto como el Alto Tribunal tenga a bien recibirlo, lo cual, en las graves circunstancias actuales, solicito se cumpla de inmediato.

### Juramento de Guido ante la Corte Suprema
A las 15:55, cuando todavía se estaban completando las formalidades para el juramento de Guido ante la Corte Suprema, los tres jefes golpistas se instalaron en la Casa Rosada. Enterado del hecho y con Guido en camino a la Corte, Martínez se dirigió a la Casa Rosada para ganar tiempo y evitar que los militares tomaran formalmente el gobierno, especialmente Poggi que mostraba una clara intención de asumir como Presidente.
Poco después de las cinco de la tarde Guido se hizo presente en la Corte Suprema, para prestar juramento, visiblemente conmovido. La jura se realizó en la máxima reserva, con la sola presencia de los jueces de la Corte, Guido y su secretario privado. El ministro Martínez le había pedido al general Aramburu que se sumara al pequeño grupo, pero Aramburu no aceptó.
La tradición indicaba que el juramento se realizaba sobre la Biblia, pero debido a que en las oficinas de la Corte no la había y a la urgencia del caso, se decidió que fuera sobre un ejemplar de la Constitución. Inmediatamente después "Guido rompió en lágrimas y se abrazó a Oyhanarte, pidiendo que no se lo considere un traidor a su partido o al pueblo". Villegas Basavilbaso por su parte dijo -poniendo de manifiesto sus reparos-: “Podemos decir, como Cicerón, que hemos salvado la República violando la ley”. Fue Colombres quien le respondió: “Se equivoca Cicerón, porque quien salva a la República nunca puede estar violando una ley".
En las filas golpistas llegó a surgir la iniciativa de atacar a la Corte para impedir la jura. Poggi contó posteriormente que el jefe del Primer Cuerpo de Ejército general Jonet, le "pidió autorización para rodear con tropas el Palacio de Justicia en momentos en que los miembros de la Corte Suprema tomaban juramento a José María Guido como presidente de la República, y realizar descargas de armas a los efectos de impedir la designación". La solicitud le fue denegada.

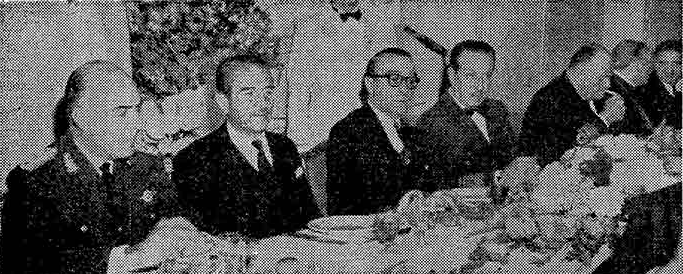
José María Guido presidiendo la cena de camaradería de las fuerzas armadas. Julio de 1962

### Condicionamiento militar al nuevo gobierno
La reacción de los jefes golpistas, ya instalados en la Casa Rosada, al recibir la noticia de que Guido había jurado ante la Corte, fue de shock. El almirante Penas se retiró de inmediato de la casa de gobierno y volvió al comando de la Marina donde puso a sus tropas en estado de alerta, a la vez que solicitó a sus abogados un informe sobre la validez del juramento. El general Poggi ordenó a sus tropas que rodearan la Casa Rosada. Finalmente, incluso el brigadier Alsina mostró su disgusto, aun cuando había ayudado a concretar la maniobra frondizista. La preocupación de los tres se debía a que Guido había asumido sin comprometerse a cumplir las exigencias militares y que ello podía llevar a un desborde de los grupos golpistas que querían imponer una dictadura militar.
La situación llevó entonces al inicio de una serie de reuniones entre los jefes golpistas y Guido, a fin de subordinar al nuevo Presidente, que terminaron en la madrugada del 30, con el levantamiento en un acta secreta en la que se documentaba los compromisos que asumía. Guido llamó a esas reuniones un "examen oral".
El acta firmada por los jefes militares y Guido tiene tres artículos:
1. Se estipula que Guido había asumido la Presidencia en forma definitiva para llenar la vacante provocada por el derrocamiento de facto del gobierno anterior.
2. Se reconoce la necesidad de adoptar cinco medidas: a) Anulación de las elecciones del 18 de marzo; b) proscripción del comunismo, el peronismo y "toda forma totalitaria de gobierno", así como prohibición de ocupar cargos para cualquier persona que sostuviera esas ideas o hubieran apoyado a candidatos con esas ideas; c) modificación de la ley de acefalía; d) reforma de la ley electoral para establecer el sistema de representación proporcional; e) reforma de la ley sindical, para garantizar la libertad de asociación, prohibir la acción política de los sindicatos y asegurar que los fondos no puedan ser usados en otro destino que el gremial.
3. Los comandantes en jefe "aceptan los compromisos anteriores y en virtud de los mismos, inspirados en los altos destinos del país, tienen al Dr. José María Guido como Presidente de la República".[57]

Potash comenta que "desde el comienzo mismo, iba a tratarse de una administración en la cual los militares afirmaban su derecho a cogobernar con el Presidente civil".
Fuera del acta, quedaba sobreentendido que el presidente debía consultar previamente con los líderes militares antes de hacer cualquier nombramiento o tomar decisiones de importancia. Con este procedimiento los militares garantizaron que en el primer gabinete de Guido no hubiera ningún miembro de la UCRI y que los secretarios de cada arma fueran elegidos por los oficiales superiores de esas armas.

### Decreto de detención de Frondizi
El 30 de marzo Frondizi desde Martín García envió a sus partidarios una serie de sugestiones en las que ratificaba la decisión de Guido. En los primeros días de abril le avisaron desde la Corte que se estaban presentando recursos de Habeas Corpus a favor de Frondizi que, en caso de llegar a esa instancia, serían resueltos favorablemente, por lo que la única solución era que un decreto pusiera a Frondizi a disposición del Poder Ejecutivo, pero ni Guido ni el ministro Martínez estaban dispuestos a ello. Guido le pidió a Emilio Donato del Carril, un radical que acababa de renunciar como embajador en Estados Unidos que había sido autorizado a entrevistar a Frondizi en el lugar de detención, que le pidiera a este una nota manifestando que no había autorizado los Habeas Corpus en cuestión. La respuesta de Frondizi a Del Carril fue: 

“Usted, Martínez y Guido son tres sentimentales…Lo que tienen que hacer es firmar ya mismo un decreto, poniéndome a disposición del Poder Ejecutivo ¡Ya mismo!”

 Fue así como Guido firmó el 3 de abril el decreto n.° 2887 fundándolo en ese sentido, en la obligación “de garantizar el orden y la tranquilidad pública y de preservar la seguridad personal del Dr. Don Arturo Frondizi”.

### Intervención de las provincias y anulación de las elecciones
Luego del derrocamiento de Frondizi y la asunción en su reemplazo de Guido, el gobierno siguió avanzando sobre los poderes constitucionales que habían subsistido, en medio de fuertes enfrentamientos entre los diversos sectores de las Fuerzas Armadas. Ya el 6 de abril, apenas una semana después del derrocamiento de Frondizi, el general Poggi le dijo al presidente Guido "que olvidara el acuerdo del 29 de marzo". El 18 de abril el ministro Martínez renunció debido a la postura adoptada por Guido de aceptar la exigencia del sector militar más duro de intervenir las provincias y anular las elecciones. Finalmente el 23 y el 25 de abril, Guido sancionó dos decretos anulando las elecciones del 17 de diciembre de 1961, y las del 14 de enero, el 25 de febrero y el 18 de marzo de 1962, a la vez que disponía en la misma norma la intervención de la totalidad de las provincias no intervenidas por Frondizi.

### Declaración «en receso» del Congreso Nacional

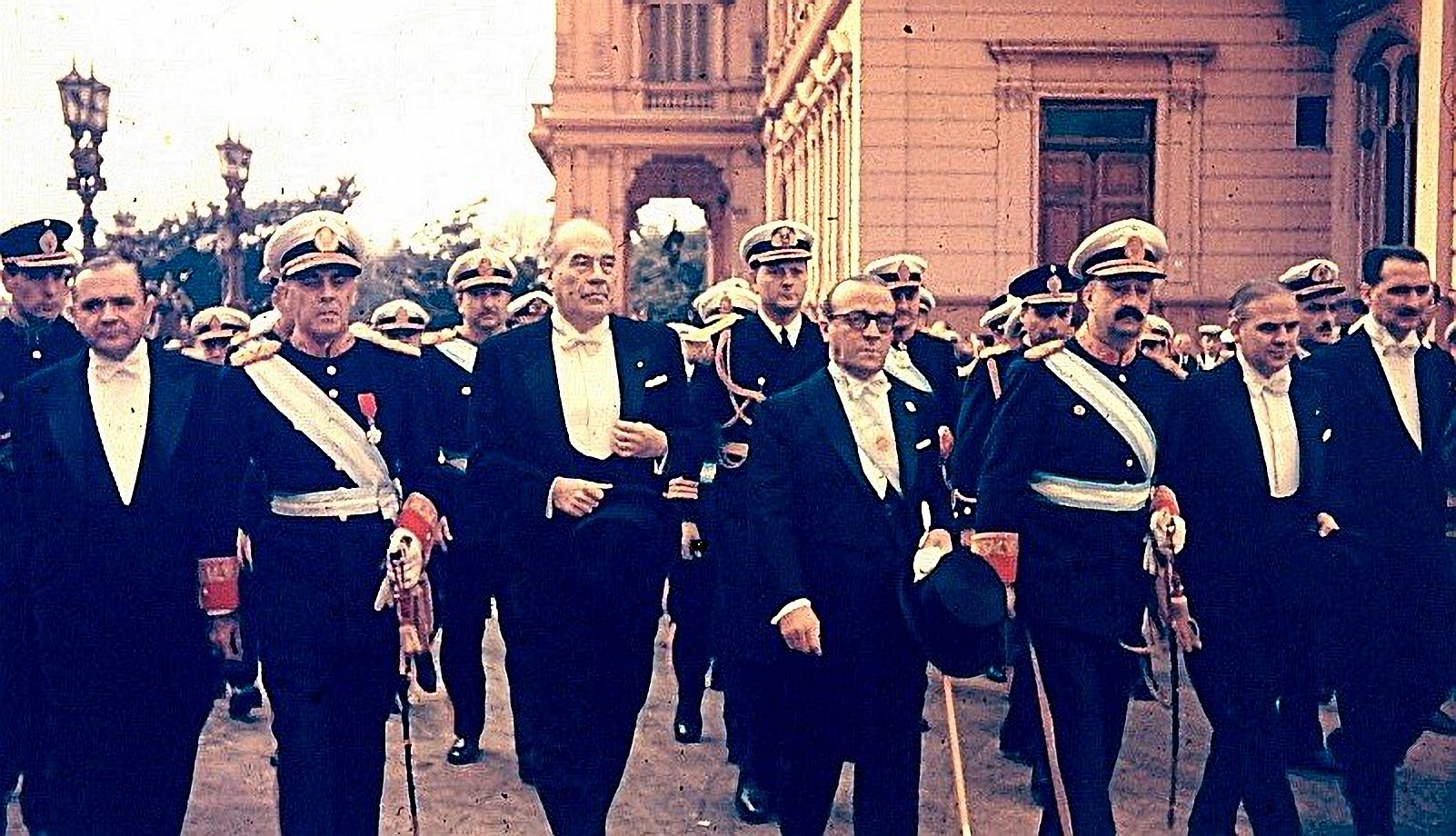
José María Guido con su comitiva regresa a la casa de gobierno luego de asistir al Tedeum por el 25 de Mayo.

El siguiente avance del gobierno de Guido fue contra el Poder Legislativo. Al momento de asumir Guido la Presidencia, el Congreso Nacional se encontraba en receso por mandato constitucional hasta el 1 de mayo, que debía iniciar el período de sesiones ordinarias, con una sesión preparatoria prefijada para el 22 de abril. Ya en la primera quincena de abril el sector duro de las Fuerzas Armadas, liderado por la Marina, al que Guido había adherido inicialmente (luego se apoyaría en el bando Azul legalista), había señalado en un memorándum los "inconvenientes de mantener al Congreso en actividad legislativa a partir del 1º de mayo de 1962".
En los primeros días de mayo el Congreso se reunió para modificar la Ley de Acefalía, con el fin de dar legalidad a la asunción de Guido, y poco después, el 19 de mayo, por Decreto 4419 Guido declaró «en receso» al Congreso Nacional. De este modo Guido asumió los poderes ejecutivo y legislativo del país, bajo control y supervisión de las Fuerzas Armadas, que se reservaron el derecho de removerlo. El 25 de mayo presentaron su renuncia los diputados de la Unión Cívica Radical del Pueblo (UCRP).

### Renuncia de Oyhanarte a la Corte Suprema
En septiembre de 1962, Julio Oyhanarte -a quien Frondizi le había encomendado lograr que la Corte aceptara a Guido como su sucesor legítimo- renunció como juez de la Corte Suprema debido a que, por las medida tomadas por Guido de anular el Congreso e intervenir las provincias, consideraba "que el presidente Guido se había apartado de la legalidad institucional, al comportarse como un gobernante de facto".

## Gobierno

### Gabinete

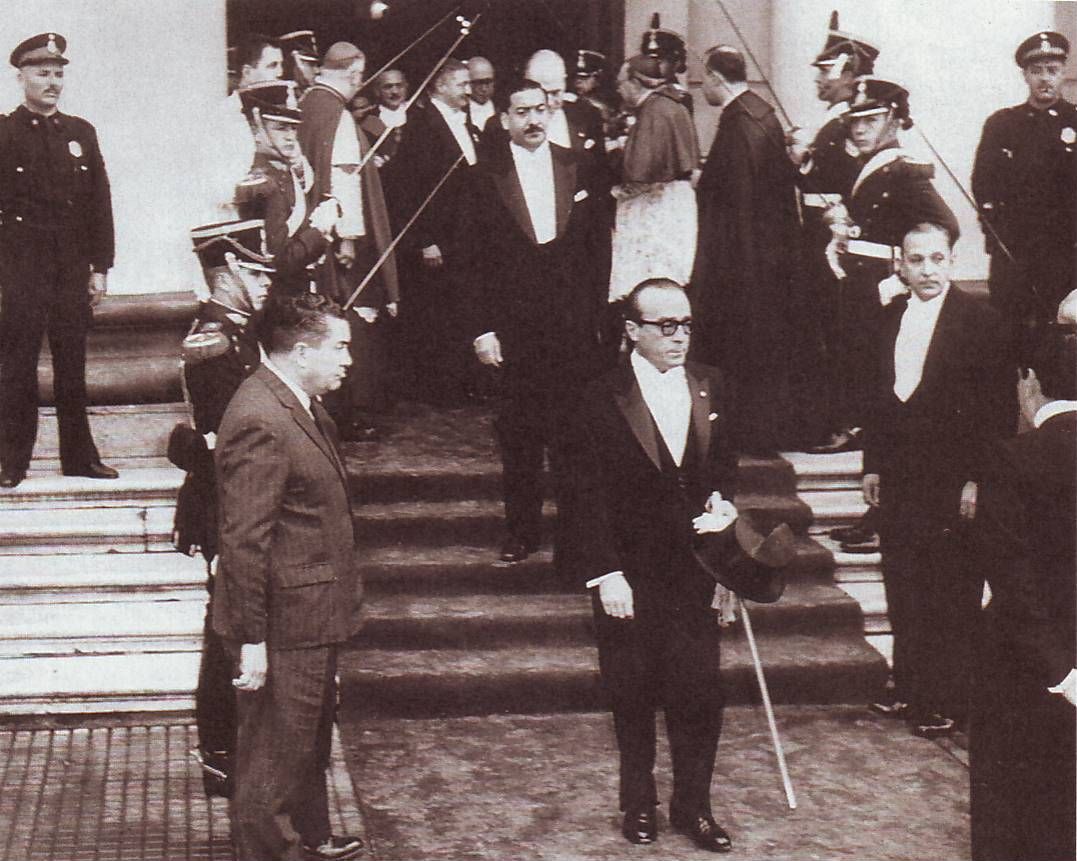
José María Guido abandonando la Catedral de Buenos Aires, hacia 1962.

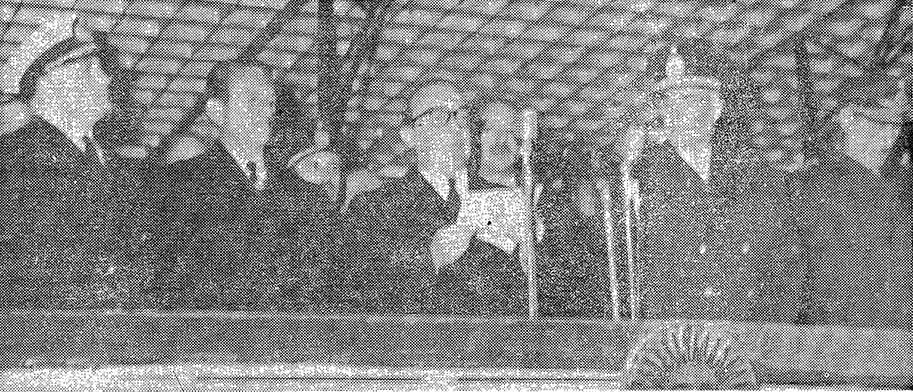
José María Guido, presidente de la República Argentina, habla con motivo del día de la bandera. A su lado el titular de Defensa Nacional y los secretarios de las tres armas. 20 de junio de 1962

El breve gobierno (562 días) se caracterizó por su inestabilidad, causada a su vez por la alta injerencia de los militares en las decisiones políticas, los continuos planteos militares y la ilegitimidad de origen del presidente. En un año y medio de gobierno tuvo cinco ministros de Economía, seis ministros del Interior, cinco ministros de Relaciones Exteriores y cuatro ministros de Defensa.

### Política económica
Guido tuvo cinco ministros de Economía, y su política económica estuvo anclada en la férrea ortodoxia económica liberal, opuesta al desarrollismo industrialista, que agudizó más la situación general, siendo además demasiado breve como para producir cambios sustanciales y partícipes de otros gobiernos no constitucionales que implementaron una política "liberalizadora": Jorge Wehbe (nueve días), Federico Pinedo (dos semanas y cuatro días, y quien renunció cuando el Poder Ejecutivo disolvió el Congreso Nacional) Álvaro Alsogaray (tres meses y diez días), Eustaquio Méndez Delfino (siete meses y tres días) y José Alfredo Martínez de Hoz (cuatro meses y veinte días). 
Las principales medidas de política económica de su gobierno fueron:
- Devaluación del peso en un 60%, llevando el dólar de $83 a $132
- Solicitud de un préstamo stand by de 100 millones de dólares del Fondo Monetario Internacional.
- Mayor apertura de la economía reduciendo derecho sobre las importaciones
- Aumento de impuestos al consumo
- Aumento de tarifas de servicios públicos
- Contracción de la política monetaria
- Aumento de la tasa de interés

Los resultados económicos y sociales de la política económica de Guido fueron negativos en términos generales. Durante estas gestiones los indicadores económicos y sociales empeoraron: el PBI cayó 1,6% en 1962 y 2,4% en 1963, con un impacto negativo mucho mayor sobre el PBI industrial que disminuyó 5,7% y 6,1% en los mismos años, causando que el consumo fuera el más bajo de la última década y que la capacidad industrial se redujera a la mitad; y el desempleo subió al 9% en el Gran Buenos Aires en 1963. Asimismo las reservas del Banco Central cayeron hasta ubicarse en el punto más bajo de la historia argentina entre 1940 y 2001.

### Desaparición de Felipe Vallese

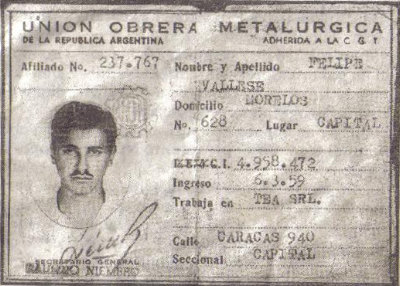
Durante el gobierno de Guido fue secuestrado, torturado y desaparecido Felipe Vallese, considerado el primer desaparecido de la ola masiva de desapariciones forzadas que caracterizaría al terrorismo de Estado en Argentina en las décadas de 1970 y 1980.

El 23 de agosto de 1962 ocho integrantes de la policía bonaerense secuestraron e hicieron desaparecer a Felipe Vallese, un joven obrero que era delegado de la Unión Obrera Metalúrgica de 22 años y militante de la Juventud Peronista, que lideraba Gustavo Rearte. El secuestro se produjo en la Capital Federal y Vallese fue trasladado clandestinamente a la Comisaría 3.ª de Villa Lynch, donde fue torturado y luego desaparecido. Minutos después de su secuestro, un grupo de personas identificadas como "policías del Destacamento del Orden y la Seguridad", asaltaron la casa de Vallese y secuestraron también a su esposa, Elvia de la Peña, al matrimonio de Agustín Adaro y Mercedes Cerviño y al hermano de Felipe, Ítalo Vallese. Todos fueron llevados a la Comisaría 3.ª de Villa Lynch, en el Partido de San Martín, donde fueron torturados y vejados.
Felipe Vallese ha sido considerado por varios sectores como "el primer desaparecido" de la ola masiva de desapariciones forzadas que caracterizaría al terrorismo de Estado en Argentina en las décadas de 1970 y 1980. La CGT exigió la investigación del crimen y la búsqueda de Vallese. El 3 de septiembre la policía de San Martín informó sobre las detenciones argumentando que Vallese poseía panfletos y libros de propaganda peronista, armas de fuego y vestimenta del Ejército. Dos jueces intervinieron en el caso, declararon falsas las acusaciones y liberaron a los detenidos, con excepción de Felipe Vallese. Casi diez años después, en abril de 1971, el juez Rómulo Dalmaroni, a cargo del Juzgado Penal N.º 1 de La Plata, condenó a 39 policías, por el crimen, a penas que iban de los 3 años a los 9 años. La sentencia fue confirmada en 1974. La calle donde fue secuestrado hoy lleva su nombre, al igual que el salón de actos de la Confederación General del Trabajo; en Plaza Irlanda, se levantó en su memoria un mural de tres metros de alto, realizado por el artista Carlos Terribili. La desaparición de Vallese dio origen a una de las consignas más coreadas por los movimientos populares que reclamaban la democracia: "¡Un grito que estremece, Vallese no aparece!".

### Azules y Colorados

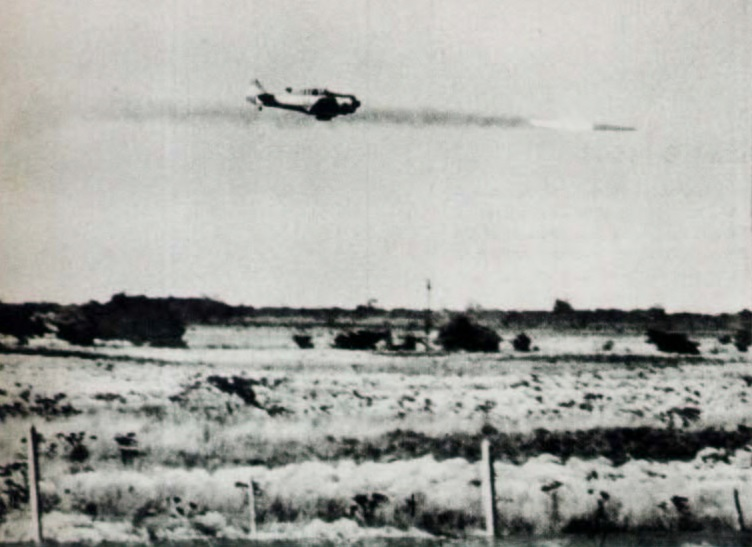
AT-6 Texan empleando sus cohetes contra una columna azul, durante el enfrentamiento entre Azules y Colorados.

El breve mandato de Guido estuvo marcado por los enfrentamientos armados entre facciones militares opuestas, conocidos como Azules y Colorados, debido a los colores que se utilizan para diferenciar a los dos bandos hipotéticos durante los ejercicios militares. Los azules eran los sectores que sostenían que el Ejército debía adoptar un perfil profesional y apolítico, con el objetivo de combatir a los "movimientos subversivos", mientras que los colorados eran los sectores que sostenían que el Ejército debía adoptar una posición política definida de lucha contra el peronismo, al que consideraban una forma de comunismo.
El 20 de abril de 1962, el jefe de la Guarnición de Campo de Mayo, Enrique Rauch, perteneciente a la línea nacionalista del Ejército, se subleva y exige la renuncia del comandante en jefe del Ejército, teniente general Raúl Alejandro Poggi y del ministro de Ejército, general de división Marino Carreras. Sin embargo, el 22 de abril, Guido logra llegar a un acuerdo entre las partes antes de que comenzaran las hostilidades: Rauch, Poggi y Carreras pasaron a situación de retiro efectivo. El cargo de ministro de Ejército queda en manos del general de brigada Juan Bautista Loza, asumió el 23 de abril e interinamente ejerció el cargo de comandante en jefe hasta el nombramiento de Juan Carlos Lorio el 14 de agosto en este último puesto. El enfrentamiento de abril de 1963 se saldó con un total de 24 muertos y 87 heridos de ambos bandos.
El 20 de septiembre de 1963, el comandante en jefe del Ejército Argentino, el general de brigada Juan Carlos Lorio se sublevó e intentó deponer a Guido y pasar a retiro a varios oficiales de su arma pero fracasó. Tras la rendición del comando colorado, Guido designó al general de brigada Juan Carlos Onganía como comandante en jefe del Ejército. Tres años después, el 28 de junio de 1966, Onganía derrocaría al entonces presidente Arturo Illia.
El 11 de diciembre de ese año también se sublevó el brigadier general Cayo Alsina, comandante de la Fuerza Aérea Argentina, sin embargo dicho alzamiento fue desbaratado y Alsina reemplazado por Carlos Armanini.
La última asonada contra su gobierno la llevó a cabo la Armada Argentina el 1 de abril de 1963, fue encabezada por el almirante Jorge Palma y contaba con el apoyo del titular de la marina, vicealmirante Enrique Grünwaldt. Sin embargo, este acto de insurrección corrió la misma suerte que los otros dos anteriormente mencionados, por lo que los cabecillas de esta asonada fueron arrestados y el nuevo jefe de la fuerza naval fue Eladio Vázquez.

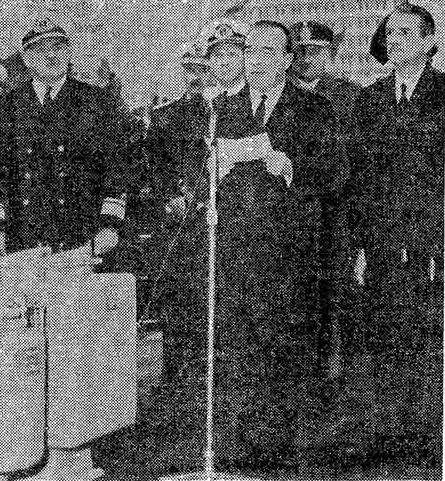
José María Guido lee la orden de zarpada al crucero "La Argentina". Julio de 1962.

### Salida electoral
La cuestión de la salida electoral fue el problema central del gobierno de Guido. Siete años antes, había sido derrocado el gobierno constitucional encabezado por el presidente Juan D. Perón y desde entonces no había sido posible estabilizar políticamente al país. La razón era que un amplio sector de la población seguía simpatizando con el peronismo, pese a la estricta política de "desperonización" impulsada por los sectores "duros" de las Fuerzas Armadas (hegemónicos en la Marina), la Unión Cívica Radical del Pueblo (balbinista) y el establishment económico. La situación política se complicó aún más cuando un amplio sector del radicalismo, liderado por Arturo Frondizi, adoptó una política de alianza con el mismísimo Perón, exiliado en España, aun cuando estaba prohibido pronunciar su nombre en Argentina. Para agravar la cuestión, el peronismo había ganado la mayoría de los sindicatos, aun cuando las elecciones fueron organizadas por la dictadura antiperonista en 1957. Cuando en 1962 el peronismo ganó varias elecciones provinciales, incluyendo la estratégica provincia de Buenos Aires, el ala más antiperonista de las Fuerzas Armadas y el establishment económico, volvieron a quebrar el orden constitucional y derrocaron al presidente Frondizi.
La astucia de Frondizi y las indecisiones de los golpistas, permitieron mediante un tecnicismo, que José María Guido asumiera la presidencia horas antes de que pudieran hacerlo los militares, para iniciar un gobierno que no era constitucional, pero tampoco era una dictadura militar. A pesar de su enorme debilidad y de tener que gobernar controlado por los militares, el gobierno de Guido asumió como misión casi exclusiva lograr una salida electoral en el menor tiempo posible.
La cuestión de la salida electoral sufrió a lo largo del corto gobierno de Guido una serie de peripecias y fluctuaciones marcadas por la suerte de las confrontaciones armadas entre los Azules y Colorados y la hegemonía final que tuvieron los Violetas. El ministro del Interior, Rodolfo Martínez impulsó diversas fórmulas que permitieran "integrar" al peronismo, al menos a los sectores menos comprometidos con Perón, a quienes llamaban "justicialistas", para distinguirlos de los "peronistas". Martínez pensaba en un sistema electoral de representación proporcional y voto indirecto, que generara una gran fragmentación partidaria, con el fin de promover y facilitar la candidatura de un militar, que inicialmente fue el general Pedro Eugenio Aramburu, líder de la dictadura de la Revolución Libertadora, aunque luego su preferido fue el general Juan Carlos Onganía, líder del bando Azul.
Los Colorados, que controlaron los principales cargos de poder del gobierno de Guido hasta septiembre de 1962, se oponían a la "integración" del peronismo a la vida política nacional y a cualquier posibilidad de regreso de Frondizi. Por eso eran llamados "anti-integracionistas". Eran reacios a una salida electoral y conspiraron para derrocar al presidente Guido y establecer una dictadura cívico-militar, que reformulara drásticamente la organización política del país, debilitara al movimiento obrero, liberalizara la economía y prohibiera cualquier corriente política que pudiera ser funcional al comunismo y al peronismo.
El 19 de noviembre de 1962, Guido aprobó por Decreto-Ley N.º 12.530 el nuevo Estatuto de los Partidos Políticos, prohibiendo al Partido Peronista y el 14 de enero de 1963 convocó a elecciones generales, nacionales y provinciales, para el domingo 23 de junio de 1963, utilizando en todas partes la representación proporcional para electores presidenciales.
Presionado por el bando Colorado y en especial la Marina, el 14 de febrero de 1963 Guido dictó el Decreto 7165/62, restableciendo la vigencia del Decreto 4161/56, mediante el cual la dictadura del general Aramburu había prohibido pronunciar el nombre Juan Perón y Eva Perón, así como utilizar los símbolos del Partido Peronista.
El 8 de marzo de 1963, obtuvo su reconocimiento legal el Partido Unión Popular, a través del cual se presentarían a elecciones los simpatizantes peronistas. Unión Popular formó una coalición electoral con la UCRI (frondizismo) y el Partido Conservador Popular, bajo el nombre de Frente Popular, llevando como candidatos al conservador Vicente Solano Lima para presidente y el radical intransigente Carlos Sylvestre Begnis, como vicepresidente.
En abril de 1963, el bando Colorado fue completamente derrotado luego de sublevarse en un fallido y sangriento intento de golpe de Estado. El triunfo Azul pareció abrir el camino para una amplia salida electoral, con escasas limitaciones y proscripciones. Sin embargo no sucedió así. Los principales cargos de poder fueron tomados por los llamados Violetas, militares Azules que compartían la visión dura antiperonista y antifrondizista y no estaban dispuestos a permitir ninguna candidatura que directa o indirectamente tuviera contactos con esas fuerzas.
La salida electoral quedó en manos del general Enrique Rauch, que quedó a cargo simultáneamente del Ministerio del Interior y el Servicio de Inteligencia (SIDE). Una de sus primeras medidas fue postergar las elecciones para el 7 de julio de 1963: faltaban apenas tres meses.
Rauch llevó adelante una severa represión en la más fiel línea del bando Colorado, declarando que su intención era "limpiar el país". Decenas de intelectuales y líderes políticos, fueron detenidos, entre ellos el escritor Ernesto Sabato, acusados de ser "marxistas-leninistas", en medio de una ola represiva con fuertes connotaciones antisemitas. El general Rauch llegó a planear el derrocamiento de Guido, si este se hubiera puesto en su camino.
Pero Rauch generó un escándalo de proporciones cuando presionó públicamente a sus colegas del gabinete dando a conocer públicamente datos de su vida recogidos por los servicios de inteligencia que manejaba. El escándalo lo debilitó y a pesar del apoyo que tenía por parte del general Onganía, debió renunciar el 13 de mayo de 1963, apenas un mes después de asumir.
En reemplazo de Rauch asumió uno de los máximos líderes azules, el general Osiris Villegas. El nuevo ministro continuó la orientación Violeta de su predecesor y orientó su gestión a lograr que la extrema fragmentación partidaria derivada del sistema de representación proporcional, causara que el general Onganía, o el general Aramburu, resultaran elegidos en el Colegio Electoral como presidente.
Una de sus primeras medidas fue prohibir que el Partido Unión Popular, que expresaba a la ciudadanía peronista, pudiera presentar candidatos en las elecciones presidenciales o para gobernador. Pese a ello, en algunas provincias, el peronismo logró sortear la prohibición, creando partidos provinciales.
Menos de un mes antes de las elecciones y con el fin de evitar cualquier posibilidad de que ganara el peronismo o el frondizismo, el general Villegas elaboró el Decreto-Ley N.º 4874 del 19 de junio, firmado por Guido, prohibiendo las candidaturas del Frente Popular (peronistas, radicales intransigentes y conservadores populares), que llevaba la fórmula Solano Lima-Sylvestre Begnis. La persecución del Frente Popular, llevó a un sector de la UCRI, a separarse del frondizismo y llevar como candidato propio a Oscar Alende.
Una semana antes de las elecciones, un nuevo candidato peronista, el célebre neurocirujano Raúl Matera aceptó la candidatura presidencial del Partido Demócrata Cristiano, con Horacio Sueldo para vicepresidente. Dos días después, un nuevo decreto de Guido prohibió esa candidatura también.
Con esta nueva prohibición y agotadas todas las posibilidades de participación electoral, el Consejo Coordinador del Movimiento Justicialista consideró que el gobierno había manipulado ilegal y fraudulentamente la elección, ordenando la abstención, o el voto en blanco.
Finalmente el domingo 7 de julio de 1963 se realizaron las elecciones, con Perón exiliado y Frondizi preso, y sin que pudieran presentar candidatos sus seguidores. Por su parte, en la Unión Cívica Radical del Pueblo, Ricardo Balbín, cercano al bando Colorado, consideró que su partido no tenía posibilidades de ganar y cedió la candidatura presidencial a Arturo Illia, un médico de la localidad de Capilla del Monte, perteneciente a la Línea Córdoba, quien se había manifestado en contra del levantamiento Colorado de abril de 1963. Los Azules, en control del gobierno de Guido, pensaban que las elecciones consagrarían como presidente al general Aramburu (que iba como candidato de UDELPA), o al general Onganía.
El resultado electoral sorprendió a todos. Como deseaban las Fuerzas Armadas, el voto estuvo muy fragmentado. Illia fue el candidato más votado, pero solo obtuvo el 25,15% del total de votos emitidos, mientras que en segundo lugar salió el voto en blanco, con 19,41% de las preferencias, seguido de la UCRI y el UDELPA de Aramburu. Sin embargo no fue Aramburu quien resultó elegido en el Colegio Electoral, debido a que Illia realizó acuerdos con la Federación de Partidos de Centro, el Partido Socialista Democrático, el Partido Demócrata Cristiano, la Confederación de Partidos Provinciales y tres electores de la UCRI, que en conjunto sumaban 102 electores, sobre un total de 462 electores, que inclinaron la balanza a su favor.
Al historiador Abelardo Ramos le corresponde una frase que expresa la paradoja de que Frondizi fuera derrocado por el bando Colorado de las Fuerzas Armadas, pero sin lograr tomar la presidencia que quedó en manos de un frondizista, Guido, que a su vez logró sacar de su gobierno al bando Colorado debido a la victoria militar del bando Azul, que terminó dándole finalmente el poder al partido político más cercano al bando Colorado:

De este modo, el ejército colorado que había hostigado cuatro años a Frondizi, era sustituido por el ejército azul, que daba el poder al partido político de los colorados.

El presidente Illia fue derrocado a su vez tres años después, por un golpe militar liderado por el jefe del bando Azul, el general Juan Carlos Onganía.

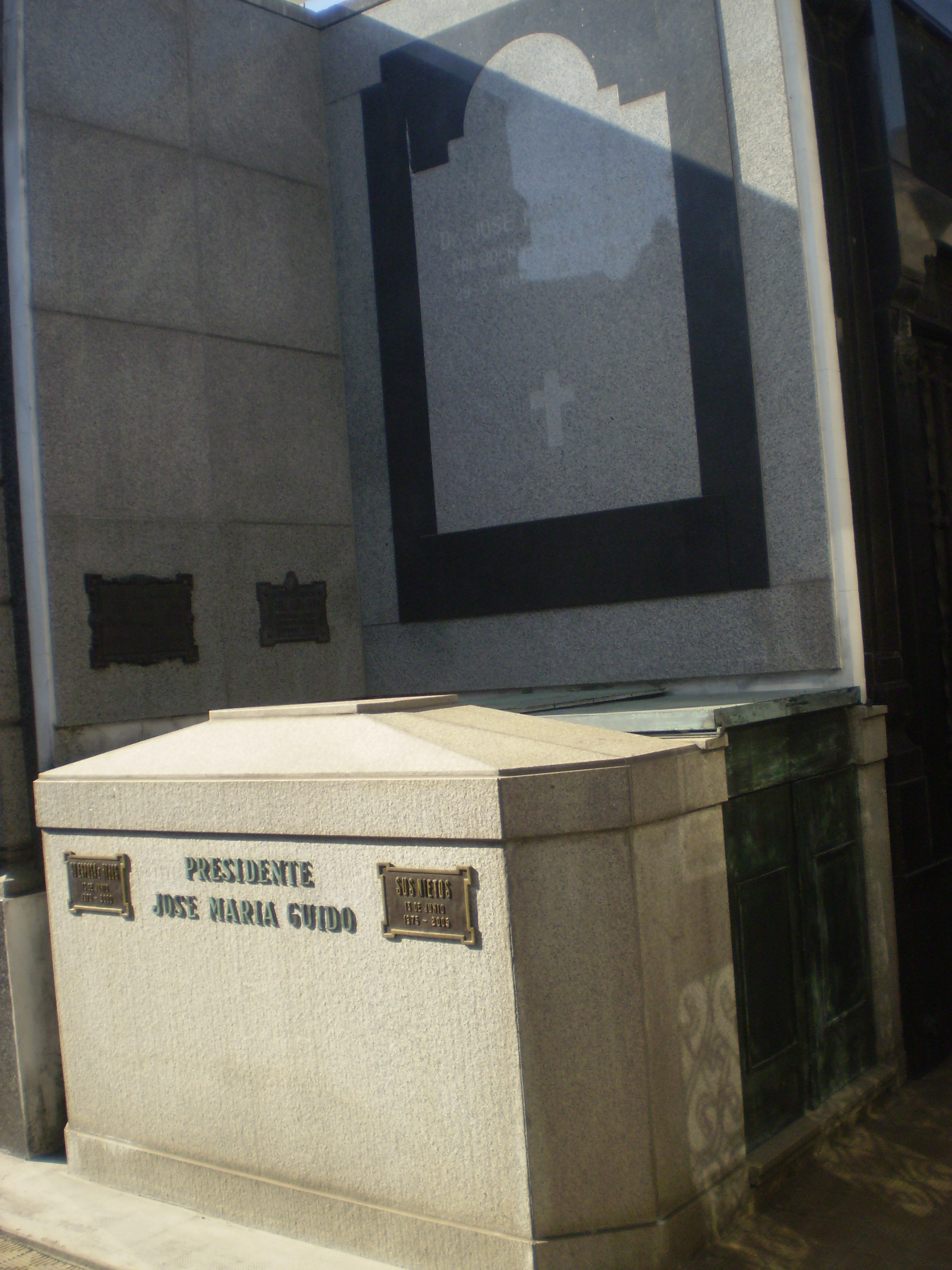
Tumba donde descansan los restos de José María Guido, en el Cementerio de la Recoleta de Buenos Aires.

## Fallecimiento
Luego de entregar el poder a Arturo Illia se retiró de la vida política y retornó a Viedma, donde volvió a dedicarse a la abogacía.
Doce años después, a los 64 años, falleció el 13 de junio de 1975, en Buenos Aires. Sus restos se encuentran en el Cementerio de la Recoleta. Una calle de la ciudad de Viedma, ciudad rionegrina donde se radicó de joven y a la que él contribuyó a establecer como capital provincial, lleva su nombre en su homenaje.
Se había casado el 20 de abril de 1946 en Santiago del Estero con Purificación Areal, nacida en Buenos Aires, el 21 de febrero de 1921, y que lo sobrevivió hasta su fallecimiento el 23 de noviembre de 1998 en Buenos Aires. De este matrimonio nacieron dos hijos: Amalia Carmen (n.1949) y Rodolfo Luis Guido (n.1951).